# Processo de Gram-Schmidt

Os dois primeiros passos de um processo Gram–Schmidt

Em matemática e análise numérica, o processo de Gram-Schmidt é um método para ortonormalização de um conjunto de vetores em um espaço com produto interno, normalmente o espaço euclidiano Rn. O processo de Gram–Schmidt recebe um conjunto finito, linearmente independente de vetores S = {v1, …, vn} e retorna um conjunto ortonormal S' = {u1, …, un} que gera o mesmo subespaço S inicial.
O método leva o nome de Jørgen Pedersen Gram e Erhard Schmidt, mas pode ser encontrado antes nos trabalhos de Laplace e Cauchy. Em teoria de decomposição do grupo de Lie é generalizado pela decomposição de Iwasawa.
A aplicação do processo de Gram-Schmidt aos vetores de uma coluna matricial completa de classificação produz a fatoração QR (decomposta numa matriz ortogonal e uma matriz triangular).

## O processo de Gram-Schmidt

O processo de Gram-Schmidt modificado sendo executado em três vetores linearmente independentes, não-ortogonais de base R^{3}. Clique na imagem para obter mais detalhes.

Define-se o operador projeção por:
{\displaystyle \mathrm {proj} _{\mathbf {u} }\,(\mathbf {v} )={\langle \mathbf {v} ,\mathbf {u} \rangle  \over \langle \mathbf {u} ,\mathbf {u} \rangle }\mathbf {u} ,}
no qual {\displaystyle \langle \mathbf {v} ,\mathbf {u} \rangle } denota o produto interno dos vetores v e u. Esse operador projeta o vetor v ortogonalmente sobre a linha gerada pelo vetor u. Se u=0, define-se {\displaystyle \mathrm {proj} _{0}\,(\mathbf {v} ):=0}. i.e., o mapa projetado {\displaystyle \mathrm {proj} _{0}} é o mapa zero, enviando cada vetor ao vetor zero.
O processo de Gram-Schmidt funciona então como denotado abaixo:
{\displaystyle {\begin{aligned}\mathbf {u} _{1}&=\mathbf {v} _{1},&\mathbf {e} _{1}&={\mathbf {u} _{1} \over \|\mathbf {u} _{1}\|}\\\mathbf {u} _{2}&=\mathbf {v} _{2}-\mathrm {proj} _{\mathbf {u} _{1}}\,(\mathbf {v} _{2}),&\mathbf {e} _{2}&={\mathbf {u} _{2} \over \|\mathbf {u} _{2}\|}\\\mathbf {u} _{3}&=\mathbf {v} _{3}-\mathrm {proj} _{\mathbf {u} _{1}}\,(\mathbf {v} _{3})-\mathrm {proj} _{\mathbf {u} _{2}}\,(\mathbf {v} _{3}),&\mathbf {e} _{3}&={\mathbf {u} _{3} \over \|\mathbf {u} _{3}\|}\\\mathbf {u} _{4}&=\mathbf {v} _{4}-\mathrm {proj} _{\mathbf {u} _{1}}\,(\mathbf {v} _{4})-\mathrm {proj} _{\mathbf {u} _{2}}\,(\mathbf {v} _{4})-\mathrm {proj} _{\mathbf {u} _{3}}\,(\mathbf {v} _{4}),&\mathbf {e} _{4}&={\mathbf {u} _{4} \over \|\mathbf {u} _{4}\|}\\&{}\ \ \vdots &&{}\ \ \vdots \\\mathbf {u} _{k}&=\mathbf {v} _{k}-\sum _{j=1}^{k-1}\mathrm {proj} _{\mathbf {u} _{j}}\,(\mathbf {v} _{k}),&\mathbf {e} _{k}&={\mathbf {u} _{k} \over \|\mathbf {u} _{k}\|}.\end{aligned}}}
A sequência u1, ..., uk é o sistema de vetores ortogonais requerido, e o vetores normalizados e1, ..., ek formam um conjunto ortonormal. O cálculo da sequência u1, ..., uk é conhecido como  ortogonalização Gram–Schmidt,enquanto o cálculo da sequência  e1, ..., ek é conhecido como  ortonormalização Gram–Schmidt, à medida que os vetores estão normalizados.
Para verificar se essas fórmulas produzem uma sequência ortogonal, primeiro calcule ‹ u1,u2 ›substituindo a fórmula acima por u2: obtém-se zero. Então proceda para o cálculo de ‹ u1,u3 › novamente substituindo a fórmula por u3: obtém-se mais uma vez zero. A prova geral procede por indução matemática.
Geometricamente, esse método se segue como: para calcular ui, projeta-se vi ortogonalmente sobre o subespaço U gerado por u1, ..., ui−1, que é o mesmo que o subespaço gerado por v1, ..., vi−1. O vetor ui então é definido como a diferença entre vi e essa projeção, garantido como ortogonal para todos os vetores no subespaço U.
O processo de Gram-Schmidt também se aplica a uma sequência de conjunto contável linear e independente {vi}i. O resultado é uma sequência ortogonal (ou ortonormal) {ui}i tal para número natural n:
a extensão de algébrica v1, ..., vn é a mesma de que u1, ..., un.
Se o processo de Gram-Schmidt é aplicado a uma sequência linearmente dependente, ele emite 0 vetor em ith etapa, assumindo que vi é a combinação linear de v1, ..., vi−1. Se uma base ortonormal está a ser produzida, então o algoritmo deve testar para zero vetores na saída (output) e descartá-los porque nenhum múltiplo de um vetor zero pode ter um comprimento de valor 1. O número de vetores de saída dados pelo algoritmo será então a dimensão do espaço gerado pelos inputs originais.
Uma variante do processo de Gram-Schmidt utilizando indução transfinita aplicada a uma sequência infinita de vetores (possivelmente incontável) {\displaystyle (v_{\alpha })_{\alpha <\lambda }} produz um conjunto de vetores ortonormais {\displaystyle (u_{\alpha })_{\alpha <\kappa }} com {\displaystyle \kappa \leq \lambda } de tal modo que qualquer {\displaystyle \alpha \leq \lambda }, o  complemento do espaço de {\displaystyle \lbrace u_{\beta }:\beta <\min(\alpha ,\kappa )\rbrace } é o mesmo que {\displaystyle \lbrace v_{\beta }:\beta <\alpha \rbrace }. Particularmente, quando aplicado a uma base (algébrica) de um espaço de Hilbert (ou, mais geralmente, uma base de qualquer subespaço denso), produz-se uma base ortonormal (analítica-funcional). Note-se que, no caso geral, muitas vezes a desigualdade estrita {\displaystyle \kappa <\lambda } preserva, mesmo que o conjunto inicial for linearmente independente, e o espaço de {\displaystyle (u_{\alpha })_{\alpha <\kappa }} não precisa ser um subespaço do espaço de {\displaystyle (v_{\alpha })_{\alpha <\lambda }} (pelo contrário, é um subespaço de sua conclusão).

## Exemplo
Considerado o seguinte conjunto de vetores em R2 (com o produto interno convencional)
{\displaystyle S=\left\lbrace \mathbf {v} _{1}={\begin{pmatrix}3\\1\end{pmatrix}},\mathbf {v} _{2}={\begin{pmatrix}2\\2\end{pmatrix}}\right\rbrace .}
Então, proceda Gram–Schmidt, a fim de obter um conjunto ortogonal de vetores:
{\displaystyle \mathbf {u} _{1}=\mathbf {v} _{1}={\begin{pmatrix}3\\1\end{pmatrix}}}
{\displaystyle \mathbf {u} _{2}=\mathbf {v} _{2}-\mathrm {proj} _{\mathbf {u} _{1}}\,(\mathbf {v} _{2})={\begin{pmatrix}2\\2\end{pmatrix}}-\mathrm {proj} _{({3 \atop 1})}\,({{\begin{pmatrix}2\\2\end{pmatrix}})}={\begin{pmatrix}2\\2\end{pmatrix}}-{\begin{pmatrix}4/5\end{pmatrix}}{\begin{pmatrix}3\\1\end{pmatrix}}={\begin{pmatrix}-2/5\\6/5\end{pmatrix}}.}
Verifica-se que os vetores u1 e u2 são de fato ortogonais:
{\displaystyle \langle \mathbf {u} _{1},\mathbf {u} _{2}\rangle =\left\langle {\begin{pmatrix}3\\1\end{pmatrix}},{\begin{pmatrix}-2/5\\6/5\end{pmatrix}}\right\rangle =-{\frac {6}{5}}+{\frac {6}{5}}=0,}
notando que, se o produto escalar de dois vetores for  0 , então eles serão ortogonais.
Para vetores diferentes de zero, pode-se normalizar os vetores dividindo seu tamanhos como mostrado acima:{\displaystyle \mathbf {e} _{1}={1 \over {\sqrt {10}}}{\begin{pmatrix}3\\1\end{pmatrix}}}
{\displaystyle \mathbf {e} _{2}={1 \over {\sqrt {40 \over 25}}}{\begin{pmatrix}-2/5\\6/5\end{pmatrix}}={1 \over {\sqrt {10}}}{\begin{pmatrix}-1\\3\end{pmatrix}}.}

## Estabilidade numérica
Quando esse processo é executado em um computador, os vetores {\displaystyle \mathbf {u} _{k}} muitas vezes não são muito ortogonais, devido a erros de arredondamento. Para o processo de Gram-Schmidt, tal como descrito acima, (podendo ser referenciado eventualmente como "processo de Gram-Schmidt clássico") tal perda de ortogonalidade é algo particularmente ruim; Portanto, diz-se que o  processo (clássico) de Gram-Schmidt é numericamente instável.
O processo de Gram-Schmidt pode ser estabilizado por meio de uma pequena modificação; tal versão do processo é por vezes referida como processo Gram-Schmidt modificado.
Tal abordagem dá o mesmo resultado que a fórmula original numa aritmética exata e introduz erros menores na aritmética de finita-precisão. Ao invés de calcular o vetor uk como
{\displaystyle \mathbf {u} _{k}=\mathbf {v} _{k}-\mathrm {proj} _{\mathbf {u} _{1}}\,(\mathbf {v} _{k})-\mathrm {proj} _{\mathbf {u} _{2}}\,(\mathbf {v} _{k})-\cdots -\mathrm {proj} _{\mathbf {u} _{k-1}}\,(\mathbf {v} _{k}),}
ele é calculado como
{\displaystyle {\begin{aligned}\mathbf {u} _{k}^{(1)}&=\mathbf {v} _{k}-\mathrm {proj} _{\mathbf {u} _{1}}\,(\mathbf {v} _{k}),\\\mathbf {u} _{k}^{(2)}&=\mathbf {u} _{k}^{(1)}-\mathrm {proj} _{\mathbf {u} _{2}}\,(\mathbf {u} _{k}^{(1)}),\\&\,\,\,\vdots \\\mathbf {u} _{k}^{(k-2)}&=\mathbf {u} _{k}^{(k-3)}-\mathrm {proj} _{\mathbf {u} _{k-2}}\,(\mathbf {u} _{k}^{(k-3)}),\\\mathbf {u} _{k}^{(k-1)}&=\mathbf {u} _{k}^{(k-2)}-\mathrm {proj} _{\mathbf {u} _{k-1}}\,(\mathbf {u} _{k}^{(k-2)}).\end{aligned}}}
Cada passo encontra um vetor {\displaystyle \mathbf {u} _{k}^{(i)}} ortogonal a {\displaystyle \mathbf {u} _{k}^{(i-1)}}. Assim {\displaystyle \mathbf {u} _{k}^{(i)}} também é ortogonalizado contra quaisquer erros introduzidos no cálculo de {\displaystyle \mathbf {u} _{k}^{(i-1)}}.
Este método é utilizado na animação anterior, quando o vetor intermediário v'3 é usado na ortogonalização do vetor azul v3.

## Algoritmo
O algoritmo a seguir implementa a ortonormalização Gram-Schmidt estabilizada. Os vetores v1, ..., vk são substituídos por vetores ortonormais que abrangem o mesmo subespaço.

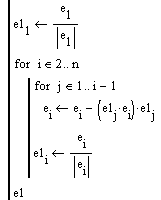

O custo desse algoritmo é assintoticamente 2nk2 operações de ponto flutuante, nas quais n é a dimensionalidade dos vetores (Golub & Van Loan 1996, §5.2.8).

## Fórmula determinante
O resultado do processo de Gram-Schmidt pode ser expresso em uma fórmula não-recursiva usando determinantes.
{\displaystyle \mathbf {e} _{j}={\frac {1}{\sqrt {D_{j-1}D_{j}}}}{\begin{vmatrix}\langle \mathbf {v} _{1},\mathbf {v} _{1}\rangle &\langle \mathbf {v} _{2},\mathbf {v} _{1}\rangle &\dots &\langle \mathbf {v} _{j},\mathbf {v} _{1}\rangle \\\langle \mathbf {v} _{1},\mathbf {v} _{2}\rangle &\langle \mathbf {v} _{2},\mathbf {v} _{2}\rangle &\dots &\langle \mathbf {v} _{j},\mathbf {v} _{2}\rangle \\\vdots &\vdots &\ddots &\vdots \\\langle \mathbf {v} _{1},\mathbf {v} _{j-1}\rangle &\langle \mathbf {v} _{2},\mathbf {v} _{j-1}\rangle &\dots &\langle \mathbf {v} _{j},\mathbf {v} _{j-1}\rangle \\\mathbf {v} _{1}&\mathbf {v} _{2}&\dots &\mathbf {v} _{j}\end{vmatrix}}}
{\displaystyle \mathbf {u} _{j}={\frac {1}{D_{j-1}}}{\begin{vmatrix}\langle \mathbf {v} _{1},\mathbf {v} _{1}\rangle &\langle \mathbf {v} _{2},\mathbf {v} _{1}\rangle &\dots &\langle \mathbf {v} _{j},\mathbf {v} _{1}\rangle \\\langle \mathbf {v} _{1},\mathbf {v} _{2}\rangle &\langle \mathbf {v} _{2},\mathbf {v} _{2}\rangle &\dots &\langle \mathbf {v} _{j},\mathbf {v} _{2}\rangle \\\vdots &\vdots &\ddots &\vdots \\\langle \mathbf {v} _{1},\mathbf {v} _{j-1}\rangle &\langle \mathbf {v} _{2},\mathbf {v} _{j-1}\rangle &\dots &\langle \mathbf {v} _{j},\mathbf {v} _{j-1}\rangle \\\mathbf {v} _{1}&\mathbf {v} _{2}&\dots &\mathbf {v} _{j}\end{vmatrix}}}
na qual D 0=1 e, para j ≥ 1, D j é o determinante Gram
{\displaystyle D_{j}={\begin{vmatrix}\langle \mathbf {v} _{1},\mathbf {v} _{1}\rangle &\langle \mathbf {v} _{2},\mathbf {v} _{1}\rangle &\dots &\langle \mathbf {v} _{j},\mathbf {v} _{1}\rangle \\\langle \mathbf {v} _{1},\mathbf {v} _{2}\rangle &\langle \mathbf {v} _{2},\mathbf {v} _{2}\rangle &\dots &\langle \mathbf {v} _{j},\mathbf {v} _{2}\rangle \\\vdots &\vdots &\ddots &\vdots \\\langle \mathbf {v} _{1},\mathbf {v} _{j}\rangle &\langle \mathbf {v} _{2},\mathbf {v} _{j}\rangle &\dots &\langle \mathbf {v} _{j},\mathbf {v} _{j}\rangle \end{vmatrix}}.}
Note que a expressão para uk é um determinante "formal", i.e. a matriz contém ambos os escalares e vetores; o significado dessa expressão é definido como sendo o resultado de um cofator de expansão ao longo da linha de vetores.
A fórmula determinante de Gram-Schmidt é computacionalmente mais lenta (exponencialmente mais lenta) do que os algoritmos recursivos descritos acima; é principalmente de interesse teórico.

## Alternativas
Outros algoritmos de ortogonalização utilizam a transformação de Householder ou a rotação de Givens. Os algoritmos que utilizam a transformação de Householder são mais estáveis que o processo de Gram–Schmidt estabilizado. Por outro lado, o referido processo produz o {\displaystyle j}th vetor ortogonalizado baseado na interação {\displaystyle j}th, enquanto a ortogonalização utilizando a reflexão Householder produz todos os vetores apenas no final. Isso torno o processo de Gram–Schmidt aplicável ao método iterativo assim como a iteração Arnoldi.
Outra alternativa é motivada ainda pelo uso da decomposição de Cholesky para invertendo a matriz das equações normais de mínimos quadrados lineares. Tome-se {\displaystyle \mathbf {V} } a estar num posto coluna cheia de uma matriz, cujas colunas precisam ser ortogonalizadas. A matriz {\displaystyle \mathbf {V} ^{*}\mathbf {V} } é uma matriz transposta conjugada e definida positiva, de tal modo que possa ser escrita {\displaystyle \mathbf {V} ^{*}\mathbf {V} =\mathbf {L} \mathbf {L} ^{*},} utilizando a decomposição de Cholesky. A matriz triangular inferior {\displaystyle \mathbf {L} } com entradas diagonais estritamente positivas é inversa. As colunas da matriz {\displaystyle \mathbf {U} =\mathbf {V} (\mathbf {L} ^{-1})^{*}} são ortonormais e abrangem o mesmo subespaço como as colunas da matriz original {\displaystyle \mathbf {V} }. O uso explícito do conteúdo {\displaystyle \mathbf {V} ^{*}\mathbf {V} } torna o algoritmo instável, espacialmente se o produto do número de condicionamento for elevado. No entanto, esse algoritmo é utilizado na prática e implementado em alguns pacotes de software por conta de sua alta eficiência e simplicidade.
Em mecânica quântica existem vários esquemas de ortogonalização com características mais adequadas para certas aplicações do que os de Gram-Schmidt. No entanto, o Gram-Schmidt continua a ser um algoritmo popular e eficaz, mesmo para os maiores cálculos de estrutura eletrônica.

## Leituras adicionais
- Bau III, David; Trefethen, Lloyd N. (1997), Numerical linear algebra, ISBN 978-0-89871-361-9, Philadelphia: Society for Industrial and Applied Mathematics.
- Golub, Gene H.; Van Loan, Charles F. (1996), Matrix Computations, ISBN 978-0-8018-5414-9 3rd ed. , Johns Hopkins.
- Greub, Werner (1975), Linear Algebra 4th ed. , Springer.
- Soliverez, C. E.; Gagliano, E. (1985), «Orthonormalization on the plane: a geometric approach» (PDF), Mex. J. Phys., 31 (4): 743-758.